# Norbert Baunach
Norbert Baunach (* 11. Oktober 1950 in Rostock; † 22. Juli 2021) war ein deutscher Politiker (SPD) und von 1994 bis 2011 Mitglied des Landtages in Mecklenburg-Vorpommern. 

## Leben und Beruf
Baunach absolvierte die Polytechnische Oberschule sowie die Erweiterte Oberschule in Rostock. Es folgte eine Lehre als Motorenbauer. 1969 holte er das Abitur und den Facharbeiterabschluss in Rostock nach. Von 1969 bis 1971 bewältigte er seinen Grundwehrdienst bei der NVA. Danach studierte er von 1971 bis 1975 an der Universität Rostock und arbeitete danach bis 1991 in seiner Heimatstadt als Diplomlehrer. Er war unverheiratet und hatte zwei Töchter.

## Politik
Nachdem Baunach bis 1989 parteilos war, trat er in die SPD ein. Innerhalb der SPD war er von 1990 bis 1991 Mitglied des SPD-Parteivorstandes in Rostock und von 1991 bis 1994 SPD-Regionalgeschäftsführer.
Von Oktober 1994 bis zum Ende der 5. Legislaturperiode 2011 gehörte er dem Landtag von Mecklenburg-Vorpommern an, von 1994 bis 1998 als stellvertretender Vorsitzender des Bauausschusses und von 1998 bis 2006 als dessen Vorsitzender. Zudem war er Sprecher der SPD-Fraktion für Städtebau/Stadtentwicklung und Sport.

## Weitere Ämter und Mitgliedschaften
Baunach war Mitglied des Präsidiums des Stadtsportbundes Rostock und des Landessportbundes. Zudem war er Präsident des Boxverbandes Mecklenburg-Vorpommern, Mitglied im Förderkreis „Boxtalente M-V“ sowie Mitglied im Aufsichtsrat des HC Empor Rostock. Weitere Mitgliedschaften hatte er beim FC Hansa Rostock, dem Landesplanungsbeirat M-V, dem Beirat der Rostocker Wirtschaftsrunde e. V., WaldemarHof e. V. und Olympia-Club e. V.